# Ecofascisme
De term ecofascisme wordt gebruikt voor twee stromingen:  
1. voor specifieke elementen van radicaal ecologisme die openlijk verbonden zijn met neofascisme, of die gelijkenissen vertonen met fascistische theorieën. Meestal wordt het door kritische buitenstaanders zo genoemd, en minder door mensen van de stroming zelf. Het verwijst naar allerlei nationalistische groepen die ecologische standpunten in hun ideologie onderbrengen.
2. als een politiek label door conservatieven om groenen, mainstream-ecologisten en andere linkse en niet-linkse ecologische groepen in diskrediet te brengen en soms ook door linkse groepen om milieubewegingen in opspraak te brengen die zij zelf als niet-links beschouwen.

## Nazistische en fascistische standpunten over ecologie
De Duitse nazipartij NSDAP had een zekere vorm van bewondering voor de "natuur", die ook bestond in de voorafgaande Duitse romantiek van Wagner.
Twee schrijvers van begin tot midden 20e eeuw die nazistische en fascistische politieke bewegingen steunden worden sterk geassocieerd met ecofascisme, en blijven een primaire bron voor het opnemen van ecologische standpunten binnen huidige neonazistische en neofascistische groepen. Maximiani Portaz was een Franse schrijfster die onder het pseudoniem Savitri Devi openlijk Hitler als een avatara van de godheid Vishnoe vereerde (esoterisch hitlerisme) en tegelijk dierenrechten en vegetarisme promootte, welke zij verbond met een afkeuring voor joodse voedingspraktijken. Julius Evola was een Italiaans schrijver en aanhanger van het fascistische regime van Benito Mussolini, die in zijn boeken een primitieve natuurstaat romantiseerde en "modernisme" afkeurde. Beide schrijvers zagen hun ecofascisme als een uitvloeisel van hun mystieke en occult-filosofische opvattingen.